# Talisker
Talisker je škotski single malt viski, ki ga proizvaja Talisker Distillery na otoku Skye (Isle of Skye). 
Edina destilarna na otoku je bila zgrajena leta 1830, ustanovila pa sta jo Hugh in Kenneth MacAskill. Sprva je bil njihov viski trikrat destiliran, v letu 1928 pa so postopek skrajšali na dve destilaciji. Danes z destilarno upravlja ameriško podjetje Diageo. V destilarni danes deluje skupaj deset kotlov; postopek destilacije pa je enak kot je bil ob ustanovitvi. Voda, ki jo uporabljajo za mešanje viskija izhaja iz vodnega zajetja Cnoc nan Speireag, ki zaradi šotnate podlage, po kateri teče, daje viskiju dodatno aromo.
Talisker je viski rahlo slanega in ostrega okusa in je zaradi visoke vsebnosti fenola in močnega okusa zelo cenjen med poznavalci. Prav te lastnosti pa po drugi strani morda odbijajo širšo množico. 
Talisker je poleg prodaje kot single malt uporabljen tudi pri izdelavi nekaterih blended viskijev, od katerih je najbolj znan viski Johnnie Walker.

## Polnitve
- 10 years (10 let)
- 18 years (18 let)
- 20 years (20 let), serija 9000 steklenic
- 25 years (25 let), serija 25.000 steklenic
- Distiller's edition, zori v sodih , v katerih je bil prej amoroso